# Humanity House
Humanity House (Huis voor Menselijkheid) was een museum in Den Haag, bedoeld om het menselijke verhaal achter rampen en conflicten in de wereld te belichten. Het Humanity House heeft op 1 november 2020 de deuren permanent moeten sluiten.  

## Geschiedenis
Het Humanity House werd opgericht in 2007 als initiatief van het Nederlandse Rode Kruis, met steun van de Gemeente Den Haag en de Europese Commissie. Als huis voor menselijkheid bood het ruimte om het menselijke verhaal achter rampen en conflicten in de wereld te horen, zien en beleven. De bezoeker kon er beleven hoe het is om een ramp of conflict mee te maken. Humanity House organiseerde daarnaast tijdelijke tentoonstellingen, die meestal inhaakten op de actualiteit rond humanitaire thema's. Het museum was gevestigd in een van oorsprong zeventiende-eeuws pand aan de Prinsegracht in Den Haag. Op 9 december 2010 werd het geopend door prinses Margriet der Nederlanden. In augustus 2015 ontving het museum de 100.000ste bezoeker. Meer dan 214.000 mensen bezochten sinds de oprichting het museum, waaronder 114.000 scholieren en studenten.
Vanaf de opening in 2010 - 2019 was Lisette Mattaar directeur van het museum. Per 1 oktober 2019 werd zij opgevolgd door Hanneke Propitius.
In 2020 werd het museum financieel hard geraakt door de Coronacrisis en door het wegvallen van structurele financiële ondersteuning vanuit gemeente Den Haag. Op 1 november 2020 heeft het Humanity House daardoor definitief de deuren moeten sluiten.

## Doelstelling
Humanity House stelde als haar doel humanitaire thema’s bespreekbaar en invoelbaar maken en mensen te inspireren om een positieve bijdrage te leveren aan een leven in vrede en vrijheid voor iedereen.

## Activiteiten
Naast een vaste en tijdelijke tentoonstellingen verzorgde het museum educatieve programma’s en evenementen. Het had een theaterzaal met honderd zitplaatsen, genaamd de Genève Zaal en een museum-café. 